# Moderna žena
Moderna žena treći je studijski album hrvatske pop pjevačice Jelene Rozge. 
Album je 16. prosinca 2016. godine objavila diskografska kuća Croatia Records. Radi se o dvostrukom albumu. Na prvom CD-u nalazi se jedanaest novih pjesama, dok se na drugom CD-u nalaze svi singlovi objavljeni od 2011. do 2014. godine. Glazbeni producent je Tonči Huljić, a neki od mnogobrojnih suradnika na albumu su: Vjekoslava Huljić, Boris Đurđević, Dušan Bačić, Remi Kazinoti, Pero Kozomara i drugi. 
Jelena je za album i pjesme s albuma osvojila 3 nominacije za nagradu Porin: dva puta u kategoriji Hit godine (za pjesme Dalmatinka i Nirvana) i u kategoriji Najbolji album zabavne glazbe. Album je ostvario značajan komercijalni uspjeh.

## Pozadina
Jelena je u siječnju 2011. godine objavila drugi studijski album Bižuterija. Album je ostvario veliki komercijalni uspjeh. U samo mjesec dana stekao je zlatnu certifikaciju s 15,000 prodanih primjeraka. Jelena je održala veliku dvoransku turneju Bižuterija, koju je započela u listopadu 2010. godine u Zadru, a završila u studenome 2012. godine u Sarajevu. Nakon navedene turneje Jelena je počela najavljivati novi studijski album. Tako je za CMC televiziju, u ožujku 2013. godine, tijekom snimanja spota za pjesmu Nirvana, izjavila da će uskoro početi raditi na novom albumu. Objasnila je da bi album potencijalno mogao biti objavljen krajem godine ili početkom sljedeće godine, ali da želi uzeti vremena kako kvaliteta albuma ne bi patila. Godinu dana poslije, u ožujku 2014. godine, za In Magazin Nove TV, Jelena je potvrdila da je radni naziv albuma Afrodizijak, a u intervjuu za Hello magazin najavila je album za lipanj iste godine. Sljedeće je godine, u listopadu 2015. godine, ponovno za srpsko izdanje Hello magazina najavila treći studijski album i to za ožujak 2016. godine, dok je tijekom promocije pjesme Udajem se na Radio Dalmaciji, u veljači 2016. godine, kao mjesec objave albuma najavila rujan. Konačno, u studenome 2016. godine, Jelena je tijekom snimanja naslovnice za hrvatsko izdanje Cosmopolitana potvrdila da je snimanje albuma uskoro dovršeno i da bi se album trebao naći u prodaji tijekom prosinca. Krajem studenoga, Narodni radio najavio je pjesmu Pismo-glava kao najavni singl s albuma Moderna žena. Pjesma je imala radio premijeru 2. prosinca, a spot je objavljen 8. prosinca.
Album Moderna žena konačno je objavljen 16. prosinca 2016. godine zajedno sa spotom za istoimenu pjesmu, a na digitalnoj platformi Deezer objavljen je tjedan dana ranije kao ekskluzivno izdanje.

## O albumu
Album Moderna žena podijeljen je u dva dijela. Na prvom se dijelu nalazi 11 pjesama, a na drugom 12 pjesama. Prvi dio albumu, ujedno i standardno izdanje, sastoji se od 5 prethodno objavljenih pjesama zajedno s 6 potpuno novih pjesama. Drugi dio album (bonus cd), sastoji od 12 pjesama koje su objavljene u razdoblju od 2011. do 2014. godine. Na albumu Moderna žena pojavili su se mnogi novi suradnici. Dok su na prethodna dva albuma – Oprosti mala i Bižuterija – autori gotovo svih pjesama bili Vjekoslava i Tonči Huljić, a producent Remi Kazinoti, na albumu Moderna žena pojavljuju se novi autori, kao i novi producenti. Tako se uz spomenuti par Huljić, kao autori pojavljuju Saša Lazić, Pero Kozomara, Robert Pilepić i Dušan Bačić. U području produkcije, uz već spomenutog Remija Kazinotija, na albumu se pojavljuje Boris Đurđević, producent i član sastava Colonia, Leo Škaro, Dušan Vasić, Aleksandar Krsmanović, Bojan Dragojević, Fedor Boić, Boris Krstajić i Dragan Tašković. Raznolikost autora i producenata, kao i razdoblje proteklo od objave albuma Bižuterija, odrazilo se na zvuk albuma. Za razliku od albuma Oprosti mala i Bižuterija, koji su zvukovno kohezivni, album Moderna žena stilski je eklektičan. Tako se na albumu pojavljuju pjesme folk prizvuka (npr. Razmažena, Tsunami, Otrov i Kraljica), EDM zvuka (Nirvana i Okus mentola), pjesme poznatog dalmatinskog prizvuka (Rođena sam i Prsti zapleteni), kao i klasične pop balade kao što su pjesme Pismo-glava i Cirkus. Pjesma Dalmatinka spoj je rap glazbe i dalmatinske zabavne glazbe, dok se u pjesmi Ne pijem, ne pušim osjeti zvuk sličan zvuku sastava Madre Badessa. 

## Komercijalni uspjeh
Album Moderna žena ostvario je značajan komercijalni uspjeh. Debitirao je na prvom mjestu hrvatske službene liste prodaje albuma (Top of the shops). Na prvom je mjestu bio 11 tjedana za redom, a ukupno se na navedenom mjestu album našao 17 puta. U ožujku 2017. godine, samo tri mjeseca nakon objave, album je stekao zlatnu certifikaciju. 
U prosincu 2017. godine, Hrvatska diskografska udruga (hrvatska krovna diskografska organizacija), Jeleni je dodijelila priznanje za najprodavaniji album u 2017. godini.

## Popis pjesama
| 1.  | »Pismo-glava«        | Tonči Huljić • Vjekoslava Huljić | Tonči Huljić • Dušan Vasić • Leo Škaro | 4:01 |
| 2.  | »Moderna žena«       | Huljić • Huljić                  | Huljić • Vasić • Škaro                 | 4:08 |
| 3.  | »Ne pijem, ne pušim« | Huljić • Huljić                  | Huljić • Vasić                         | 3:38 |
| 4.  | »Svjetla neona«      | Huljić • Huljić                  | Huljić • Vasić                         | 3:18 |
| 5.  | »Žileti«             | Saša Lazić                       | Aleksandar Krsmanović                  | 3:14 |
| 6.  | »Rođena sam«         | Pero Kozomara • Robert Pilepić   | Škaro                                  | 4:22 |
| 7.  | »Nasljednik«         | Huljić • Huljić                  | Huljić • Škaro                         | 3:47 |
| 8.  | »Udajem se«          | Kozomara • Pilepić               | Škaro                                  | 4:31 |
| 9.  | »Otrov«              | Dušan Bačić                      | Bojan Dragojević                       | 3:08 |
| 10. | »Kraljica«           | Huljić • Huljić                  | Huljić • Škaro                         | 3:49 |
| 11. | »Tsunami«            | Bačić                            | Dragojević                             | 3:10 |

| 1.  | »Razmažena«                            | Huljić • Huljić                                                                           | Remi Kazinoti                    | 3:45 |
| 2.  | »Dalmatinka (feat. Connect)«           | Z. Klarić • V. Mirčeta • S. Veljković • B. Šalamon • J. Blažević • I. Dražić • S. Mujagić | Klarić • Šalamon                 | 4:20 |
| 3.  | »Zanemari«                             | Huljić • Huljić                                                                           | Kazinoti                         | 4:08 |
| 4.  | »Solo igračica«                        | Huljić • Huljić                                                                           | Kazinoti                         | 3:46 |
| 5.  | »Dobitna kombinacija«                  | Huljić • Huljić                                                                           | Boris Đurđević                   | 3:51 |
| 6.  | »Nirvana«                              | Huljić • Huljić                                                                           | Đurđević                         | 3:46 |
| 7.  | »Obožavam«                             | Huljić • Huljić                                                                           | Đurđević                         | 3:56 |
| 8.  | »Cirkus«                               | Huljić • Huljić                                                                           | Fedor Boić                       | 3:43 |
| 9.  | »Prsti zapleteni (feat. Klapa Rišpet)« | Kozomara • Ivica Brnas                                                                    | Kazinoti                         | 3:52 |
| 10. | »Okus mentola«                         | Huljić • Huljić                                                                           | Đurđević                         | 4:06 |
| 11. | »Život je čudo«                        | Huljić • Huljić                                                                           | Boris Krstajić • Dragan Tašković | 3:56 |
| 12. | »Odo' ja«                              | Huljić • Huljić                                                                           | Boić                             | 3:49 |

## Top ljestvice
| Top ljestvica (2016.)             | Pozicija |
| --------------------------------- | -------- |
| Hrvatska nacionalna top ljestvica | 1        |

## Certifikacije
| Država   | Certifikacija |
| -------- | ------------- |
| Hrvatska | zlatna        |